# Magyarlapád község
Magyarlapád község (románul: Comuna Lopadea Nouă) község Fehér megyében, Romániában. Központja Magyarlapád, beosztott falvai Asszonynépe, Csengerpuszta, Fugad, Kisakna, Magyarbagó, Magyarbece, Vadverem.

## Népessége
A 2011-es népszámlálás adatai alapján a község népessége 2759 fő volt.